# Cementiri americà d'Henri-Chapelle
El Cementiri americà d'Henri-Chapelle va crear-se des del 1944 al lloc d'un cementiri provisional a Henri-Chapelle a Bèlgica. Hom hi troba els sepulcres de 7992 soldats americans, morts durant la penetració de l'exèrcit americà a Alemanya el 1944 i durant la batalla de les Ardenes el 1945.

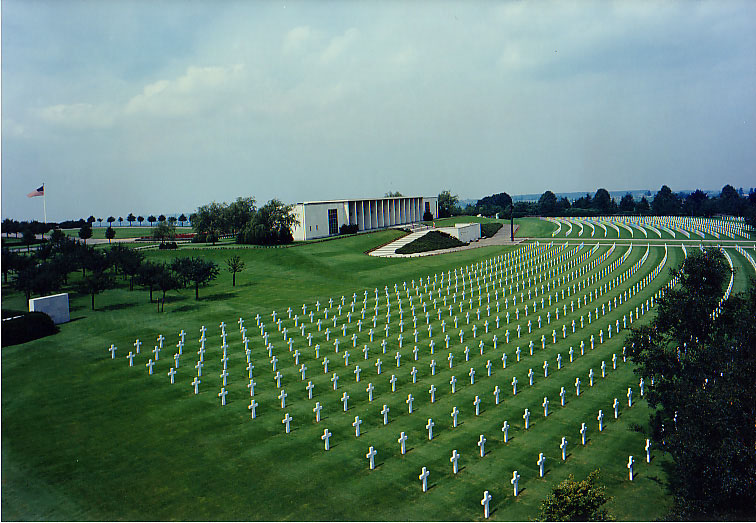
El cementiri i el mausoleu al segon pla

El mausoleu, dissenyat pels arquitectes Holabird, Root & Burgee de Chicago és fet d'una columnata a la qual es troba una capella i una sala de mapes. A la sala de mapes hi ha dues mapes esculpits en granit negre, recordant el tribut de les forces americanes. A les parets rectangulars de les columnes es van inscriure els noms de 450 soldats mancants. Es van posar rosetes al costat dels noms dels soldats que des d'aleshores van poder identificar-se.
Des del cementiri provisional d'Henri-Chapelle va començar la repatriació de les restes humanes fins a les seves sepultures definitives als Estats Units el 1947. A l'octubre 1947 més de 30.000 belgues van assistir a una cerimònia d'adéu al port d'Anvers. Amb el Cementiri americà de les Ardenes a Neuville-en-Condroz són els dos cementiris americans més important de les víctimes de la Segona Guerra Mundial de Bèlgica.
Visites
El monument és obert tots els dies de les 9 del matí fins a les 5 del vespre. Sempre hi ha un encarregat que pot donar informacions i acompanyar familiars als sepulcres.